# Sumbergondo (Glenmore)
Sumbergondo is een bestuurslaag in het regentschap Banyuwangi van de provincie Oost-Java, Indonesië. Sumbergondo telt 6953 inwoners (volkstelling 2010).